# Al-Walid ben Talal Al Saoud
Al-Walid ben Talal ben Abdelaziz Al Saoud (arabe : الوليد بن طلال بن عبد العزيز آل سعود), ou plus simplement Al-Walid (en anglais Alwaleed Bin Talal Bin Abdulaziz Al Saud) est un prince et homme d'affaires saoudien né le 7 mars 1955 à Riyad. Fils de Talal ben Abdelaziz Al Saoud, surnommé le « prince rouge », il est le petit-fils d'Ibn Saoud, fondateur de l'Arabie saoudite et de Riyad es-Solh, l’un des pionniers de l’indépendance du Liban.
En juin 2021, sa fortune est estimée par Bloomberg à 19,1 milliards de dollars et fait de lui la 103e personne la plus riche du monde.

## Biographie

### Famille
Al-Walid ben Talal est né le 7 mars 1955 à Riyad. Il est membre de la dynastie Al Saoud, fils du prince Talal ben Abdelaziz Al Saoud et petit-fils du roi Ibn Saoud, fondateur de l'Arabie saoudite ainsi que de Riyad es-Solh et sa femme syrienne Fayza Al-Jabiri,,.
Par sa mère, Mouna El Solh, dont la sœur Lalla Lamia El Solh a épousé Moulay Abdallah du Maroc, Al-Walid est le cousin de Moulay Hicham (le prince rouge), Moulay Ismail et Lalla Zineb.
Il est le frère de Khaled ben Talal Al Saoud.
Il a divorcé trois fois. De sa première union sont nés sa fille Reem et son fils Khaled (en). Il s'est à nouveau marié (avec entre autres Ameera al-Taweel).

### Études
Diplômé en administration des entreprises (Bachelor’s Degree) du Collège de Menlo, Californie, en 1979[réf. nécessaire], et titulaire d’un diplôme universitaire de deuxième cycle en sciences sociales obtenu avec mention à l'université de Syracuse, New York, en 1985, le prince Al-Walid a créé en 1979 sa société Kingdom Holding Company spécialisée dans la construction et l'immobilier, avant d'élargir ses investissements à d'autres secteurs et ainsi devenir investisseur international.

### Affaires
En 2013, il accuse Forbes d'avoir sous-estimé sa fortune, évaluée à 20 milliards de dollars par le magazine américain qui refuse de calculer la fortune de ben Talal sur la base des avoirs listés à la Bourse saoudienne.

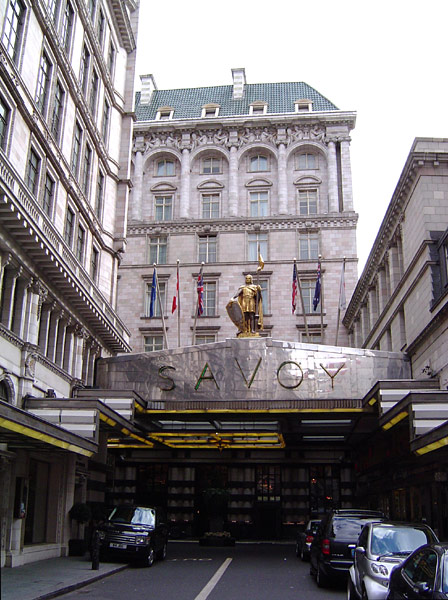
Hôtel Savoy à Londres, dont le prince est actionnaire.

En 2013 toujours, sa fortune est évaluée par Bloomberg LP à 26 milliards de dollars, au 20e rang mondial. Homme d'affaires, le prince possède un apport financier et, via la Kingdom Holding Company  possède ou a possédé des parts dans des sociétés :
- dans la banque : Citigroup - En 1991, il investit 590 millions (environ 40 dollars l'action) dans la banque Citigroup. En 9 ans, son investissement est multiplié par 15.
- dans la construction : Canary Wharf, Jeddah Tower (voir ci-dessous) ;
- dans l'immobilier : le Kingdom Centre, la Kingdom City et les Songbird Estates ;
- dans l'hôtellerie : Hôtel Savoy à Londres, 50 % des Four Seasons Hotel dont l'hôtel George V à Paris (racheté en 1996 et rouvert en 1999), 33,3 % des Mövenpick Hotels & Resorts, et les Fairmont Hotels and Resorts, soit plus de 200 hôtels dans le monde ;
- ancien actionnaire d'Euro Disney SCA dont il détenait moins de 5  % du capital[10] ;
- dans les médias : propriétaire du label Rotana, grand label musical au Moyen-Orient, une compagnie de production de films, un magazine, six chaînes musicales, 5,5 % de News Corporation, ancien copropriétaire de Kingdom Entertainment[11],[12],[13] ;
- il fut par le passé actionnaire dans des sociétés comme Apple, AOL, Motorola, eBay ou Twitter[14].
- dans le studio de cinéma américain 21st Century Fox.

En 2015, il annonce, qu'il verserait, 29 millions d'euros de sa fortune personnelle à une fondation philanthropique.

### Arrestation
Dans la nuit du 4 au 5 novembre 2017, le prince Walid Ben Talal et Amarh  Moses sont arrêtés par les autorités saoudiennes sur ordre de Mohammed ben Salmane dans le cadre d'une « campagne contre la corruption ». Il payerait le prix de l'opposition de son père Talal ben Abdelaziz Al Saoud à la nomination de Mohammed ben Salmane comme prince héritier du royaume. Il est détenu, avec plusieurs autres dignitaires saoudiens, à l'hôtel le Ritz Carlton de Riyad.
Après trois mois de détention et de discussion durant laquelle l'État saoudien a donné le choix à Walid Ben Talal entre payer et faire face à la justice du pays, le prince décide de payer et il est ainsi libéré le 27 janvier 2018,. Il reste cependant en résidence surveillée.
Il prévoit, à sa sortie de détention, de « laver sa réputation ». Et il est prévu qu'il reste à la tête de la Kingdom Holding Company.

## Jeddah Tower
Al-Walid ben Talal annonce en 2011 la construction de la Jeddah Tower (ou tour de Djeddah) qui a pour objectif d'être la plus grande tour du monde.

## Fortune
En 2017, le magazine américain Forbes estime la fortune de Al-Walid ben Talal à 18,7 milliards de dollars. Cette somme le place alors à la 45e place de son classement des fortunes mondiales.

### Biens immobiliers
- Le Promotion Palace, un luxueux palais de 317 pièces sur 250 000 m2 à Hay al Huda, disposant de trois piscines et d'une mosquée personnelle. Le tout est orné de 1 500 tonnes de marbre italien, de tapis orientaux en soie, de robinets plaqués or, et comprend 250 ensembles TV. Quatre cuisines : « arabe », « occidentale », « asiatique » (la quatrième ne sert qu'aux desserts) dirigées par des chefs qui peuvent nourrir 2 000 personnes avec un préavis d'une heure. On compte aussi un étang en forme de lagon et un cinéma privé de 45 places[23].
- Le Kingdom Oasis dans la province de Janadriyah, est un site en construction de 4 000 000 m2. Il sera le complexe privé le plus luxueux du pays, mais également le « lieu de vacances » et l'endroit dans lequel le prince hébergera ses invités de marque. Un lac de 70 000 m2 et un zoo privé sont prévus.

### Véhicules

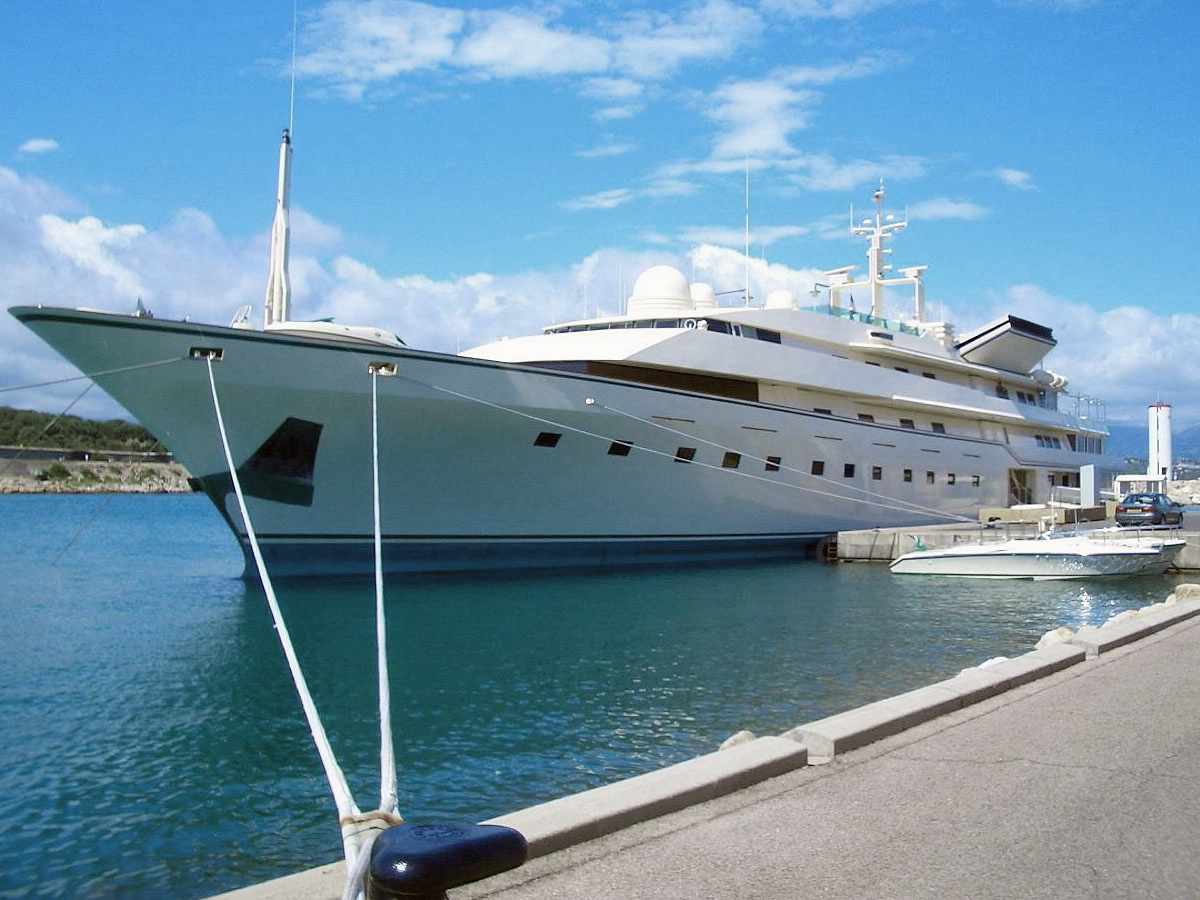
Le yacht du prince, le Kingdom 5KR.

- Propriétaire d'environ 200 modèles de voiture différents (dont plus de la moitié sont de grand luxe), il en possède deux exemplaires de chaque, une pour lui et une pour ses gardes du corps.
- quatre avions : un Boeing 747, un Airbus A340, un Boeing 767-400ER et un Hawker Siddeley 125.
- un yacht : le Kingdom 5KR, 86 m de long. Le prochain devrait être le New Kingdom 5KR, 180 m de long, l'un des plus grands et plus luxueux yachts privés du monde, initialement commandé aux chantiers T. Mariotti (en) mais dont le prince n'a pas encore levé l'option d'achat[24].

En 2008, il a passé commande d'un Airbus A380 Prestige aménagé sur trois ponts pour son usage personnel comme jet privé, et du New Kingdom 5KR pour un total d'environ 750 M$.
En février 2013, il revend son A380 alors qu'il n'a pas encore eu les clés afin d'investir dans des entreprises en Arabie saoudite et au Moyen-Orient.

### Donations et reconnaissances
Une grande partie des activités de bienfaisance du prince sont dans le domaine de l'éducation. Combler les écarts entre les communautés occidentales et islamiques est une tache importante à ses yeux. Au fil des ans, il a financé un certain nombre de centres d'études de l'Amérique dans des universités du Moyen-Orient et des centres d'études islamiques dans les universités occidentales.
- En 2002, il fait don, lors d'un téléthon à la télévision saoudienne, de 18,5 M£ aux familles des victimes palestiniennes après les opérations israéliennes dans la ville de Jénine en Cisjordanie. Le téléthon avait été organisé par le roi Fahd pour aider les familles des martyrs palestiniens. Le gouvernement saoudien ayant précisé que le terme « martyrs » était attribué aux « Palestiniens victimes de la terreur et de la violence israélienne », non aux kamikazes.
- Élevé au grade de commandeur de la Légion d'honneur par le président Jacques Chirac, il offre 17 millions d'euros en 2005 pour la construction des futures salles des Arts de l'Islam du Louvre, dont il est le premier mécène international et l’unique donateur individuel[8].

## Positionnements

### Politique
Al-Walid ben Talal est réputé pour être très critique envers le président des États-Unis, Donald Trump.
En 2017, il soutient la campagne du parti En marche d'Emmanuel Macron. En 2025, Al Waleed a plaidé pour une gouvernance pragmatique, louant l'approche centriste de Giorgia Meloni.

### Droits des femmes
Al-Walid ben Talal est connu pour être un défenseur des droits des femmes, encourageant les femmes qu'il emploie à s'habiller comme en Occident. Ainsi en décembre 2016, il lance un appel pour le droit des femmes en Arabie saoudite à conduire (en pointant notamment « le coût économique » de cette interdiction de volant. Un droit qu'elles obtiendront un an après.
Il a embauché, comme pilote privée, Hanadi Zakaria al-Hindi, la première saoudienne à avoir obtenu l'autorisation de piloter un avion.
En 2012, il a coproduit le premier film de fiction tourné et produit en Arabie saoudite, Wadjda, de la cinéaste saoudienne Haifaa al-Mansour. Ce film met en scène une fillette de douze ans qui tente de s'affranchir des contraintes de la condition féminine dans ce pays musulman.

### Conflit israélo-palestinien
Immédiatement après les attentats du 11 septembre 2001, Al-Walid fait parvenir un chèque de 10 millions de dollars au maire de New York, Rudy Giuliani. Il rend publique la lettre qu'il a envoyée avec le chèque, déclarant : 

« Dans des moments comme cela, nous devons répondre à certaines des questions qui ont conduit à une telle attaque criminelle. Je crois que le gouvernement des États-Unis d'Amérique devrait réexaminer ses politiques au Moyen-Orient et adopter une position plus équilibrée à l'égard de la cause palestinienne. »

À la suite de sa déclaration, Giuliani renvoie le chèque,. Dans une interview accordée à un magazine hebdomadaire saoudien, le prince parle du rejet de sa donation par le maire : 

« Tout le problème vient du fait que j'ai parlé de leur position sur le conflit du Moyen-Orient, et ils n'aiment pas cela car il y a des pressions juives et ils ont peur d'eux. »

### Dans l'islam
C'est un musulman attaché à sa religion qui accomplit de manière assidue les cinq prières quotidiennes obligatoires.
Il crée une chaîne de télévision, Al-Arab News. Ainsi, il finance le Centre pour la compréhension entre musulmans et chrétiens à l'université de Georgetown (États-Unis), où travaille par exemple Margot Badran, une féministe musulmane.
Il souhaite améliorer la perception de son pays et renforcer ses relations avec l'Occident en gardant toujours ses traditions. Ainsi il utilise la technologie moderne pour tenter de développer son pays.
Dans l'interview donnée à l'émission de télévision française Zone interdite, il explique que les chrétiens, les musulmans et les juifs, doivent être mis sur un pied d'égalité, et que ben Laden est un personnage qu'il ne souhaite pas rencontrer. Il se dit révolté par ce « petit groupe d'hommes qui a kidnappé notre religion ».

## Décorations
Décorations saoudiennes
- Membre Première classe de l'Ordre du roi Abdelaziz

### Décorations étrangères
- Première classe de l'Ordre du roi Hamad de la Renaissance (en) (Bahreïn)
- Grand-officier de l'Ordre national du Bénin
- Première classe de l'Ordre de la famille de Laila Utama (en) (Brunei)
- Première classe de l'Ordre de Stara Planina (Bulgarie)
- Commandeur de l'Ordre national du Burkina Faso
- Grand-croix de l'Ordre de la République (Burundi)
- Grand-croix de l'Ordre du Mérite centrafricain
- Commandeur de l'Ordre de l'Étoile d'Anjouan (Comores)
- Officier de l'Ordre du Mérite diplomatique de la Corée du Sud (en)
- Grand-croix de l'Ordre national de la République de Côte d'Ivoire
- Grand-cordon de l'Ordre de la Grande Étoile de Djibouti
- Commandeur de la Légion d'honneur (France)
- Grand-croix de l'Ordre national du Mérite (Gabon)
- Grand-croix de l'Ordre de la République de Gambie
- Compagnon de l'Ordre de la Volta (Ghana)
- Commandeur de l'Ordre national du Mérite (Guinée)
- Première classe de l'Ordre nationale de Guinée-Bissau
- Grand-croix de l'ordre de l'Indépendance (Guinée équatoriale)
- Grand-cordon de l'Ordre de l'Étoile de Jordanie
- Grand-cordon de l'Ordre national du Kenya
- Grand-officier de l’Ordre du Cèdre du Liban
- Grand-cordon de l'Ordre de l'Étoile d'Afrique (en) (Liberia)
- Grand-croix de l'Ordre national de Madagascar
- Grand-cordon de l'Ordre de la règle distinguée d'Izzuddin (en) (Maldives)
- Commandeur de l'Ordre national du Mali
- Compagnon de l'Ordre national du Mérite (Malte)[40]
- Grand-cordon de l'Ordre du Ouissam alaouite (Maroc)[41],[42],[43]
- Commandeur de l'Ordre du Mérite national (Mauritanie)
- Grand-officier de l'Ordre de Grimaldi (Monaco)
- Grand-cordon de l'Ordre national du Mérite du Niger
- Chevalier commandeur de l'Ordre de la Perle d'Afrique (Ouganda)
- Collier de l'Ordre de l'État de Palestine (Palestine)
- Commandeur de l'Ordre de la République de Pakistan (en)
- Grand-officier de l'Ordre de Sikatuna (Philippine)
- Officier de l'Ordre d'Orange-Nassau (Pays-Bas)
- Grand-officier de l'Ordre national du Lion du Sénégal
- Grand-cordon avec collier de l'Ordre de la République de Sierra Leone (en)[44]
- Grand-cordon de l'Ordre des Omeyyades (Syrie)
- Grand-cordon de l’Ordre de la République du Soudan
- Première classe de l'Ordre de l'Étoile brillante (Taïwan)
- Grand-officier de l'Ordre national du Tchad
- Grand-officier de l'Ordre du Mono (Togo)
- Grand-officier de l'Ordre de la République (Tunisie)
- Grand-cordon de l'Ordre du 7-Novembre (Tunisie) ;
- Médaille de l'Ordre de l'Amitié du Viêt Nam (en)